# Parque del Alamillo
El parque del Alamillo es un espacio natural que se encuentra en una zona verde de los términos municipales de Sevilla y Santiponce. Las especies que lo pueblan son propias del bosque del clima mediterráneo.
Tras su ampliación en 2014, ha alcanzado las 120 hectáreas.[cita requerida]

## Historia

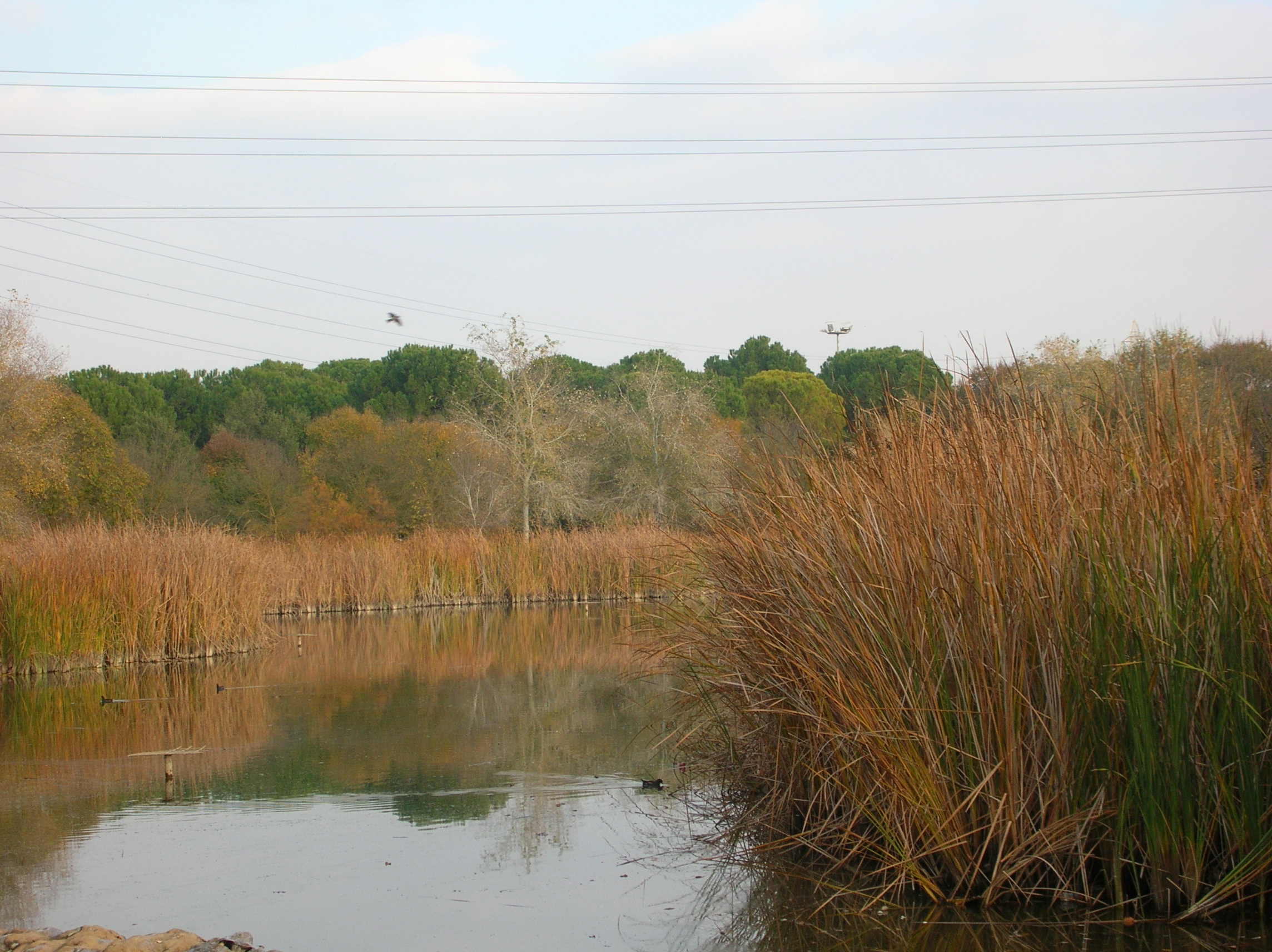
Lago

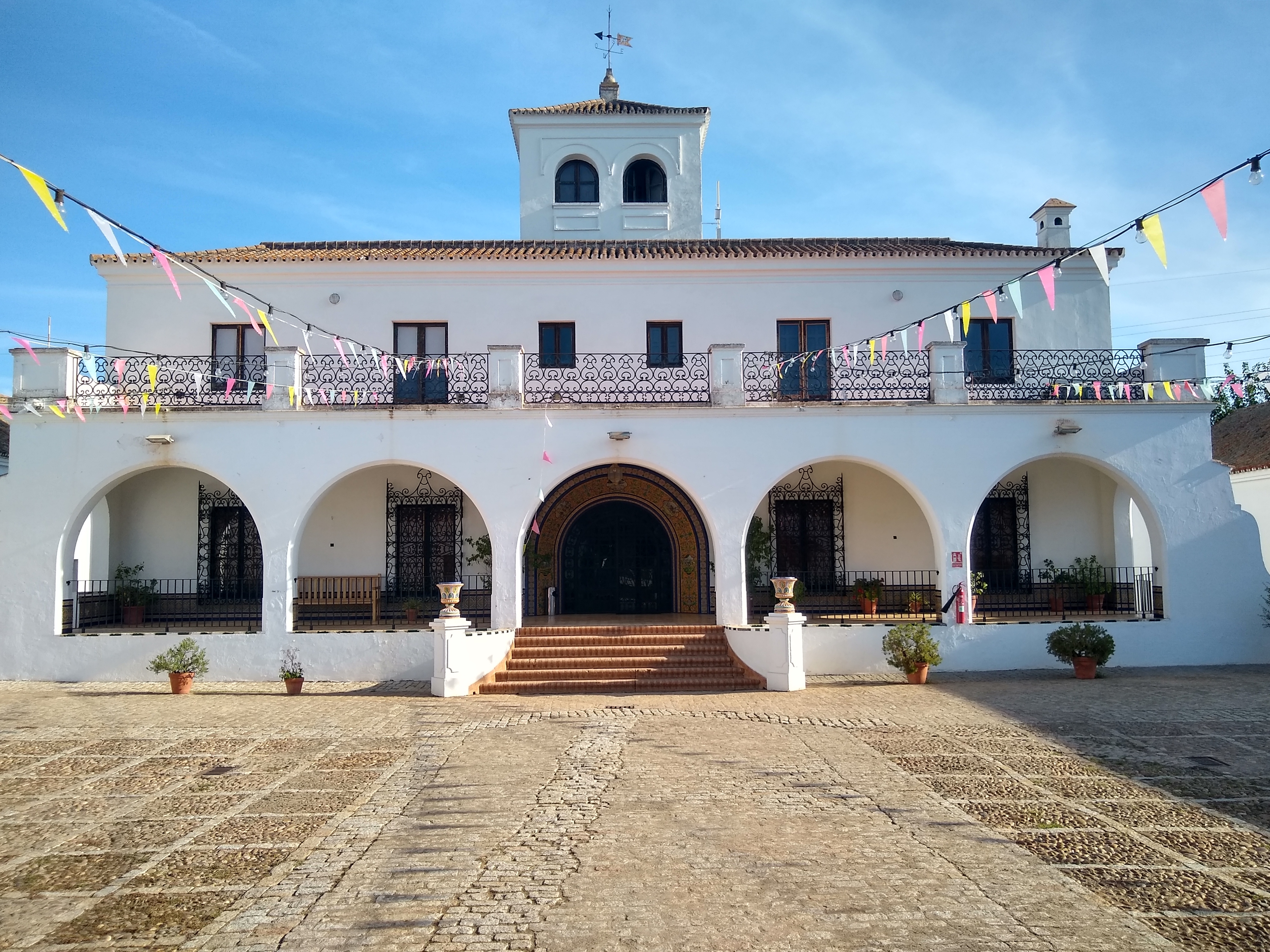
Cortijo del Alamillo

La zona ya era conocida previamente como el Alamillo, y es citada por Miguel de Cervantes en su novela El rufián dichoso, publicada en 1615:

Le suplican que esta tarde,

allá cuando el sol no arda,

y are el rayo sencillo,

en el famoso Alamillo,

hagas de tu vida alarde.

En la zona se pescaban muchos peces en el Guadalquivir. Lope de Vega rememora los sábalos del lugar en su obra Jornada I de los Vargas de Castilla:

Adiós Sevilla, soberbio...

pan de Gandul de mi vida,

roscas de Utrera del cielo,

alcaparrón como el puño,

aceitunas como el cuerpo,

sábalos del Alamillo...

Toda la Isla de la Cartuja estuvo sin urbanizar hasta la Exposición Universal de 1992. El actual parque del Alamillo fue inaugurado en 1993, en la misma isla, pero al norte del recinto donde se realizó la muestra. Las zonas verdes de toda la isla, incluido el parque, respondían al Plan de Reforestación del Polígono de la Cartuja de 1985.
Se trataba de una zona lisa a unos 8 metros sobre el nivel del mar. Se realizó un movimiento de tierras para darle una superficie algo ondulada. Las ondulaciones iban de los 5,5 a los 12 metros sobre el nivel del mar. Se decidió repoblarlo con especies del clima mediterráneo.
El parque fue inaugurado con 47 ha y permaneció así durante 15 años. En 2009 se le incorporaron 10 ha (entre las que estaba un antiguo vivero de la Expo) y en 2010 se le incorporaron 15 ha más. A estas ampliaciones se le unió la apertura de dos puertas nuevas: una que da a la zona del Estadio Olímpico y otra que da a la sede andaluza de RTVE.
La ampliación de 2009 consistió en la apertura del vivero de la Expo 92, convertido en reserva de flora y fauna, con una extensión de unas 10 ha y una colección botánica de más de 50 especies exóticas, además de un invernadero.
En 2014 hubo una nueva ampliación de 40 hectáreas.
En el 2015 se talaron 620 pinos por problemas de malformación en sus raíces, que ya habían causado algunas caídas. No obstante, eso solo suponía un 5% de la masa forestal del parque la Junta de Andalucía dijo que iba a haber una replantación. Estas replantaciones se han ido realizando a partir de 2016.
En 2004, el Ayuntamiento de Sevilla y la Confederación Hidrográfica del Guadalquivir firmaron un convenio para la regeneración del entorno de los cursos fluviales de la ciudad. Este plan incluyó una gran remodelación del parque de San Jerónimo, su ampliación en 11 ha y la creación de una pasarela para comunicarlo con el parque del Alamillo. La pasarela, el nuevo parque de San Jerónimo y el parque de la Vega de Triana se finalizaron en 2011. En este plan también se actuó sobre el parque del Tamarguillo, el de Miraflores y el muelle de Nueva York sevillano. El plan concluyó en 2014 con la inauguración del parque del antiguo cauce del Guadaíra. Gracias a ese plan, la ciudad multiplicó por dos sus zonas verdes.

## Descripción
Se trata de un parque nacional con un terreno relativamente llano, aunque con leves ondulaciones. Hay especies que son propias de un bosque de ribera mediterráneo: sauces (salix atrocinera), álamos (populus alba), chopos (populus nigra), olmos (olmus minor) y fresnos (fraxinus angustifolia). También hay acebuches (olea europaea variedad sylvestris), algarrobos (ceratonia siliqua), alcornoques (quercus suber) y pinos (pinus pinea). En otras zonas se aprecia el bosque andaluz por antonomasia: el encinar. Antes de que se extendieran los cultivos, la mayor parte de la masa forestal andaluza estaba constituida por bosques espesos de encinas (quercus rotundifolia). También destaca la presencia de madroños (arbutus unedo). Entre las cuarenta variedades que son habituales en el parque también hay céspedes, que crean una pradera natural, y muchas variedades de arbustos.
En el año 2014 se añadió al parque un naranjal de 40 hectáreas.
En el parque hay una nutrida variedad de aves.

## Monumentos
En 1996 se creó un camino en el parque con una inscripción en una roca que recordaba a Antonio Machado Álvarez, conocido con el seudónimo de "Demófilo". El Camino de Demófilo fue restaurado en 2019 y le fueron añadidas 18 placas con coplas de este autor con la colaboración de la Junta de Andalucía, la Fundación Machado, la Fundación Cajasol y la Asociación de Amigos del Parque del Alamillo.
En 2002, por iniciativa del Centro Asturiano de Sevilla, se colocó un hórreo.
Cuando el presidente de la Casa de Extremadura de Sevilla se jubiló le solicitó al alcalde un monumento al maestro. Sánchez Monteseirín aceptó la sugerencia y en el año 2003 fue colocado el monumento al maestro. El monumento representa a un profesor dando clase a un niño en un pupitre. Fue diseñado por Ignacio Sancho Caparrini.
También hay un monumento a dos poetas extremeños, José María Gabriel y Galán y Luis Chamizo, que fue colocado por la Casa de Extremadura en 2006.
En octubre de 2005 se instaló un cruceiro gallego en el parque del Alamillo. El cruceiro fue regalado al Ayuntamiento de Sevilla por el del secretario general de Emigración de la Junta de Galicia. El Ayuntamiento sevillano agradeció la labor del Lar Gallego de Sevilla y le entregó la medalla de oro de la ciudad.
El 16 de septiembre de 2009 se colocó en el parque una estatua moderna de Don Quijote realizada en Talavera de la Reina. El motivo de la colocación fue el 25 aniversario de la Casa de Castilla-La Mancha en la ciudad.
En 2013 fue colocado un cenotafio dedicado a Gustavo Adolfo Bécquer junto al río Guadalquivir.

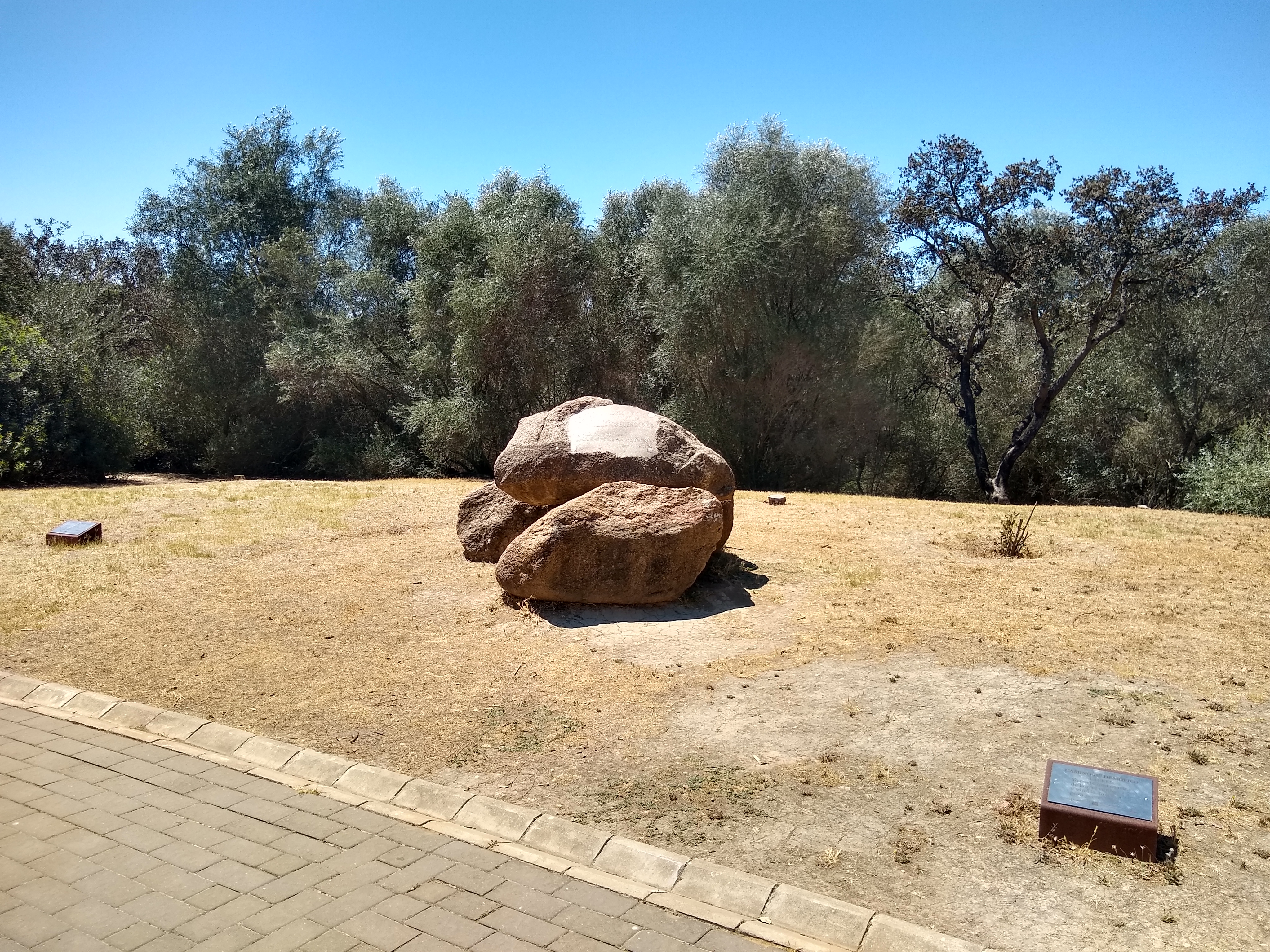
Camino de Demófilo
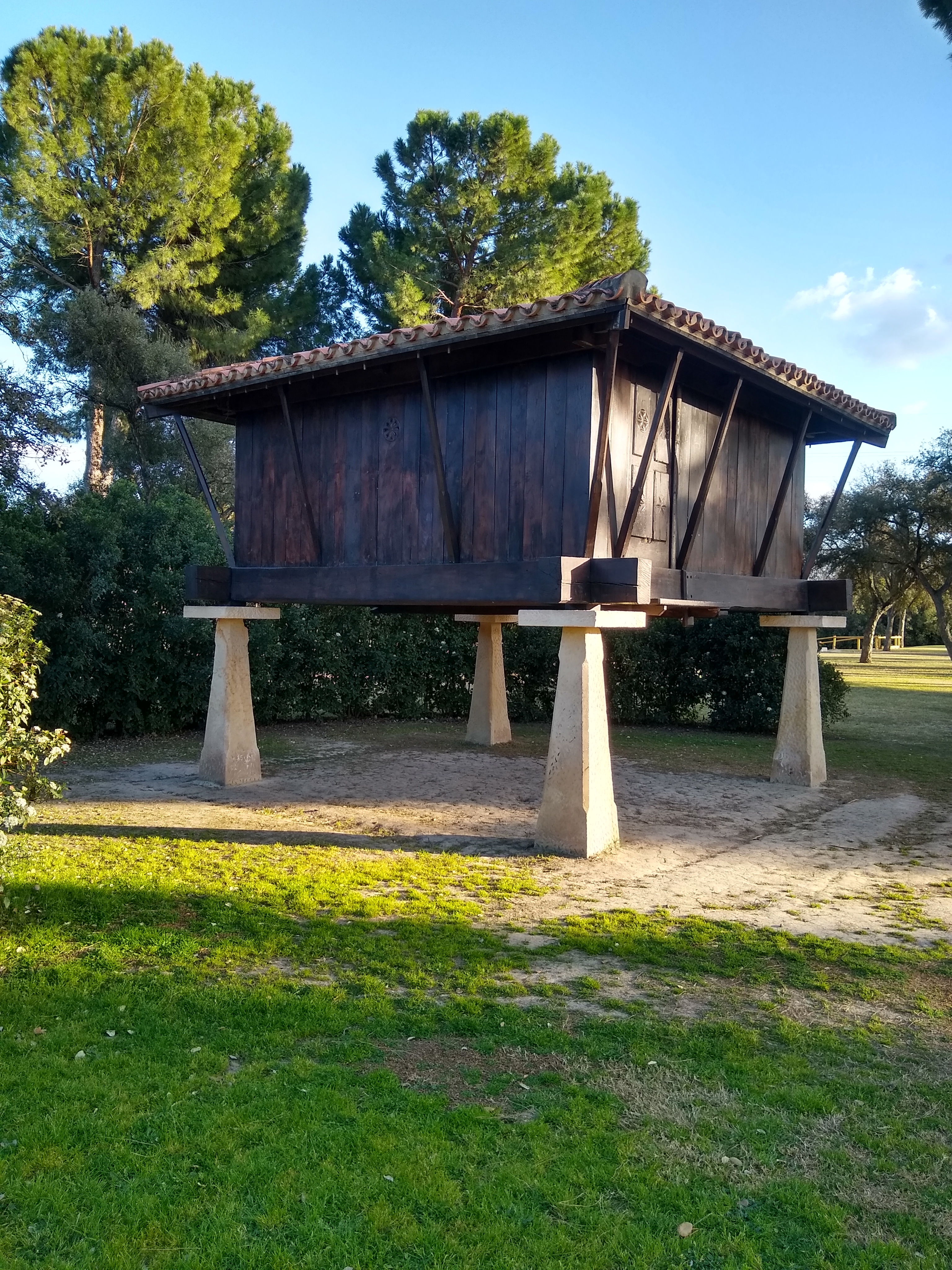
Hórreo asturiano
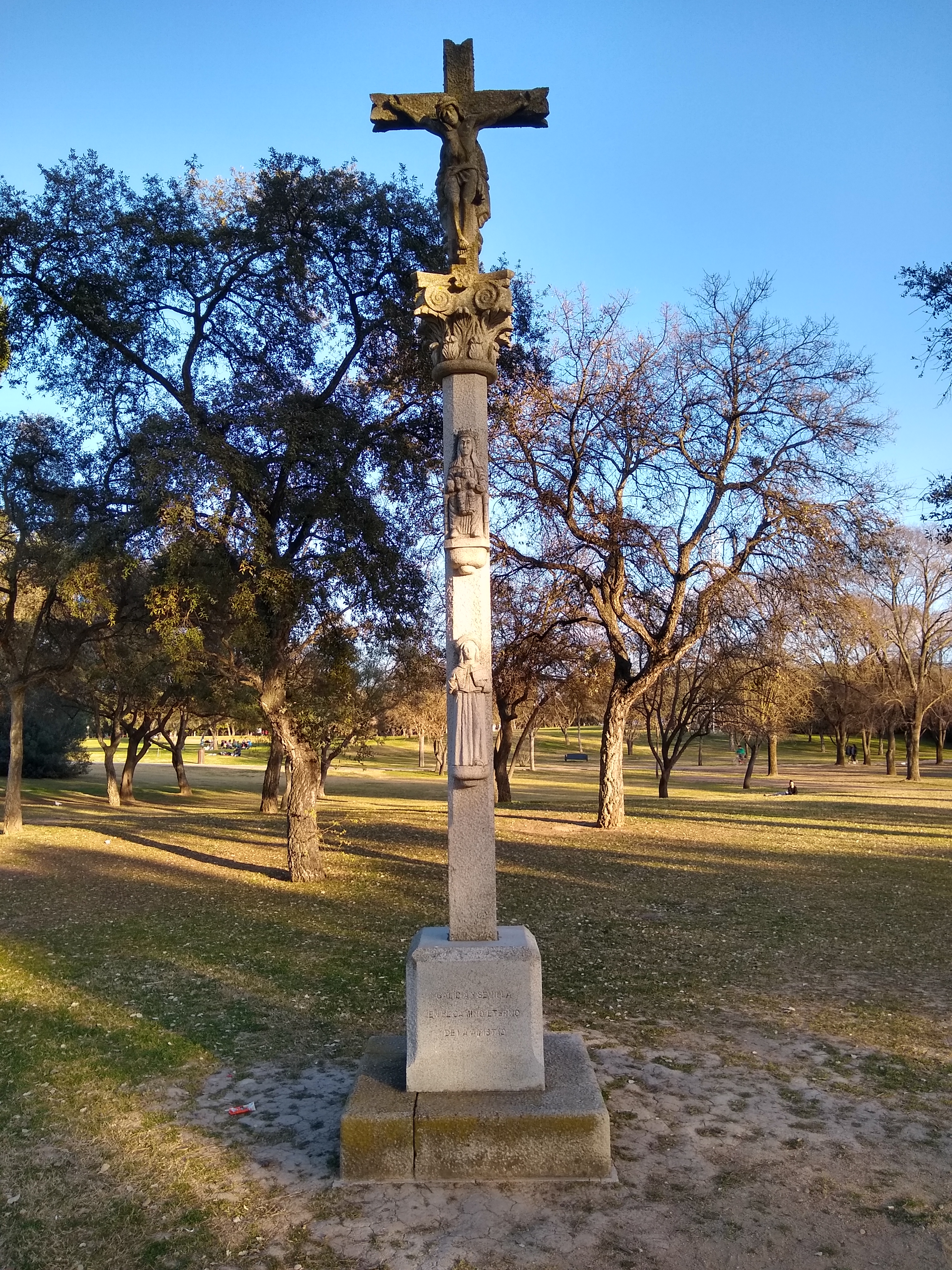
Cruceiro gallego
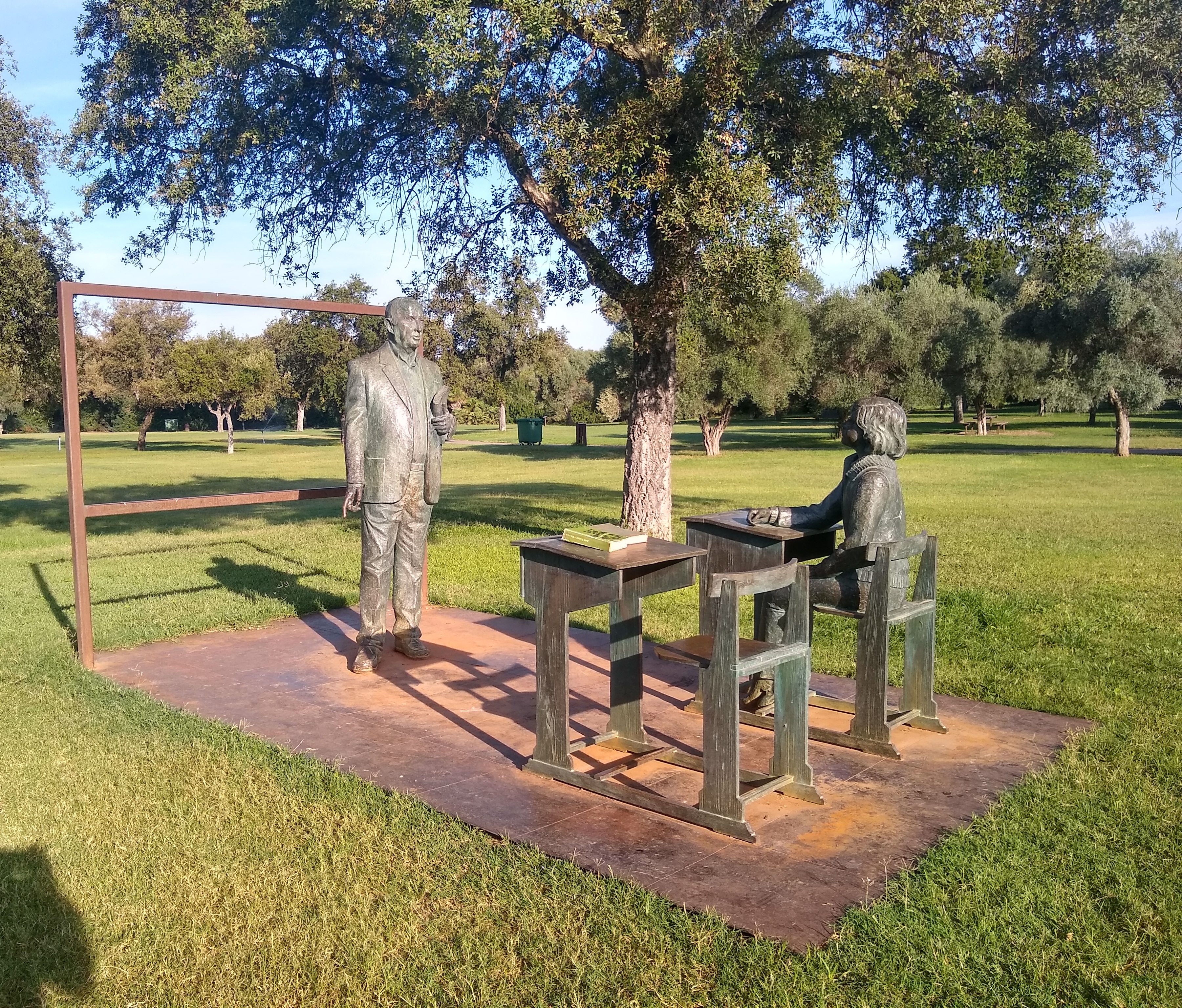
Monumento al Maestro
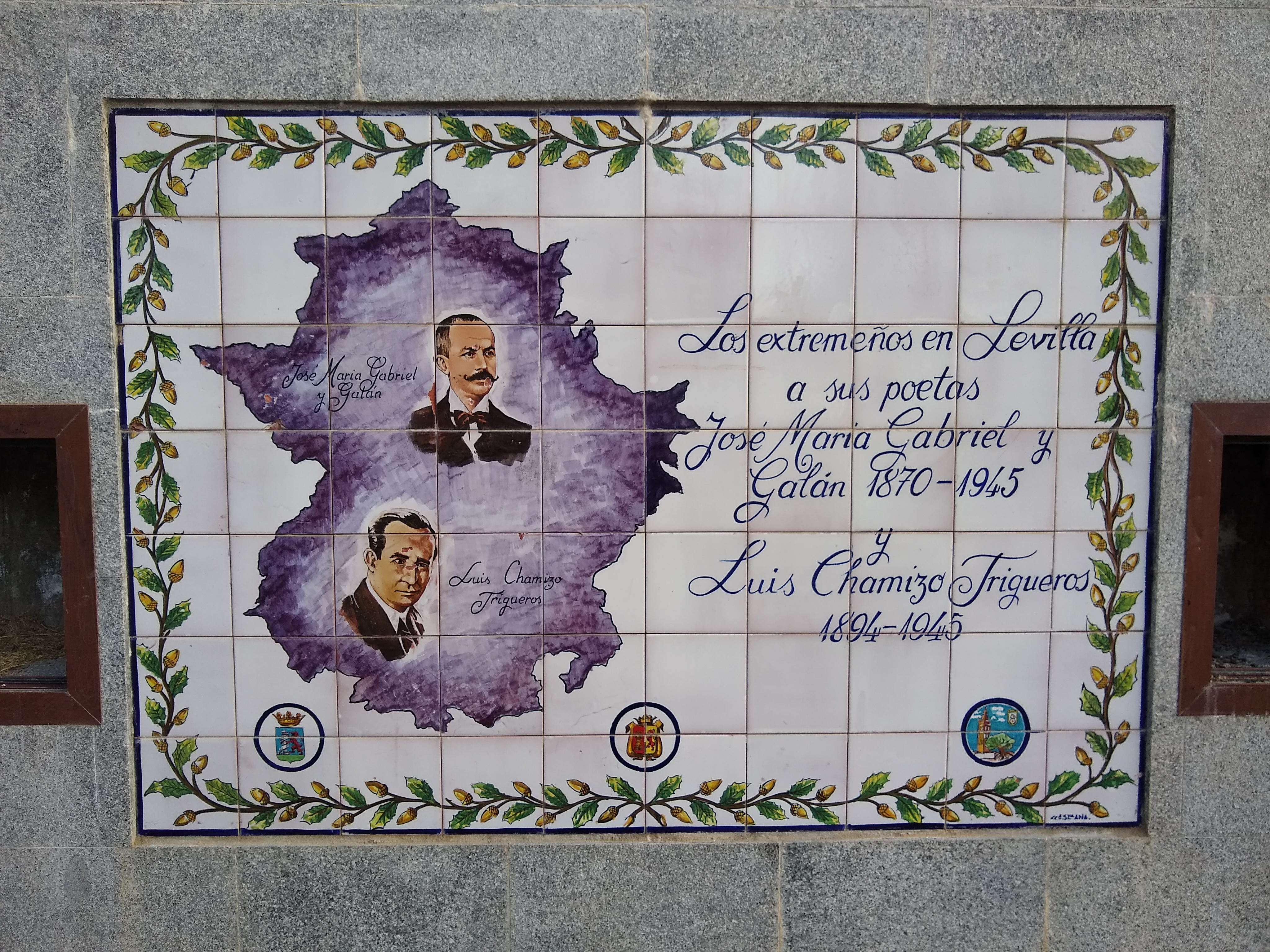
Monumento a poetas extremeños
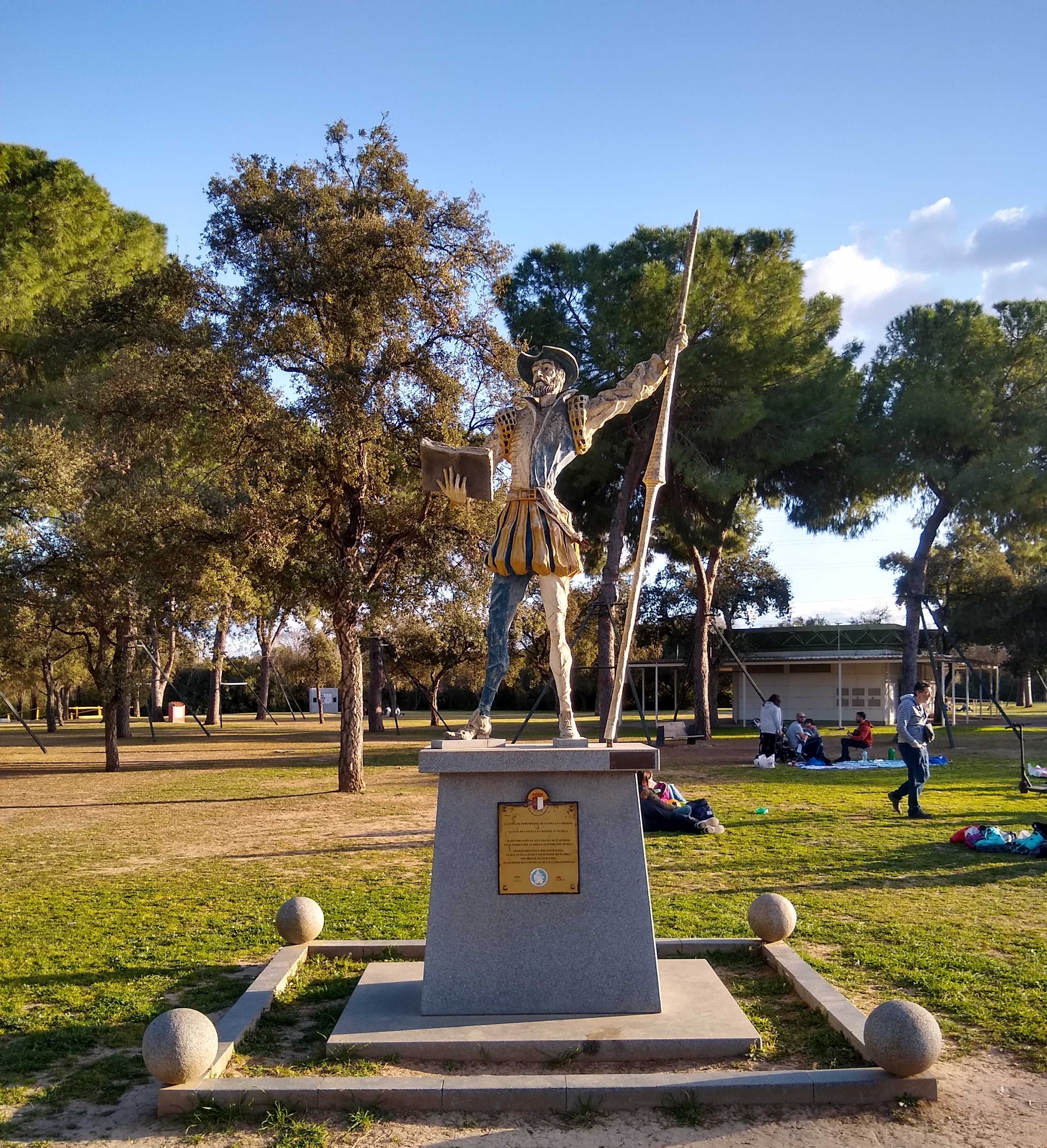
Don Quijote
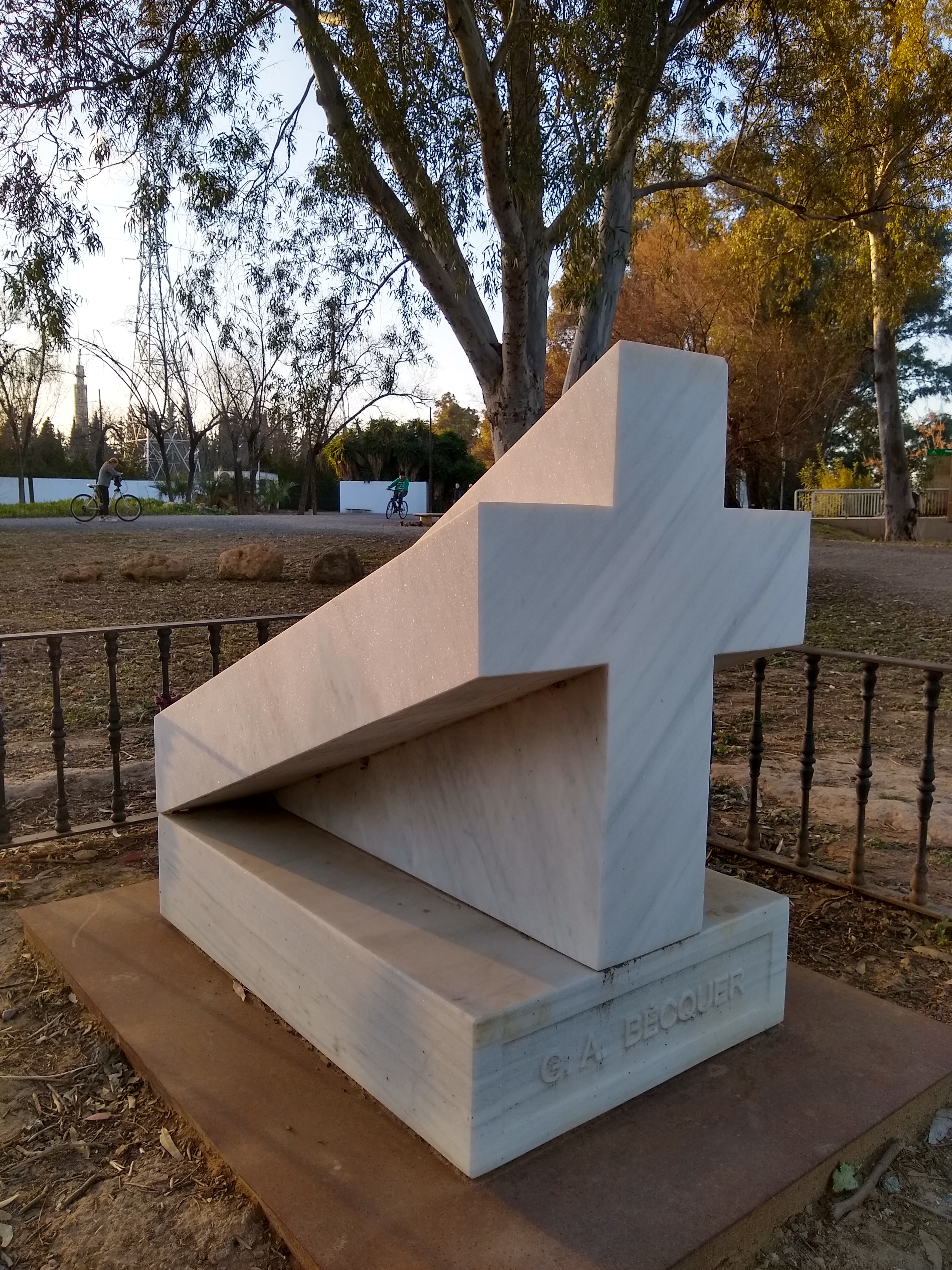
Cenotafio de Gustavo Adolfo Bécquer

## Actividades
Existe un programa de visitas guiadas de la Junta de Andalucía por el vivero del parque.
En el interior del parque hay un antiguo cortijo donde se celebran actividades culturales y de ocio.
Es una de las zonas de la ciudad que tiene un área dedicada a huertos urbanos.

## Trenes
El parque puede ser recorrido en trenes sin vías.
Desde 2002 hay también un ferrocarril en miniatura gestionado por la Asociación Sevillana de Amigos del Ferrocarril.
En 2017, por iniciativa de la Asociación Sevillana de Amigos del Ferrocarril, se colocó en el parque una locomotora Henschel de la década de 1960.

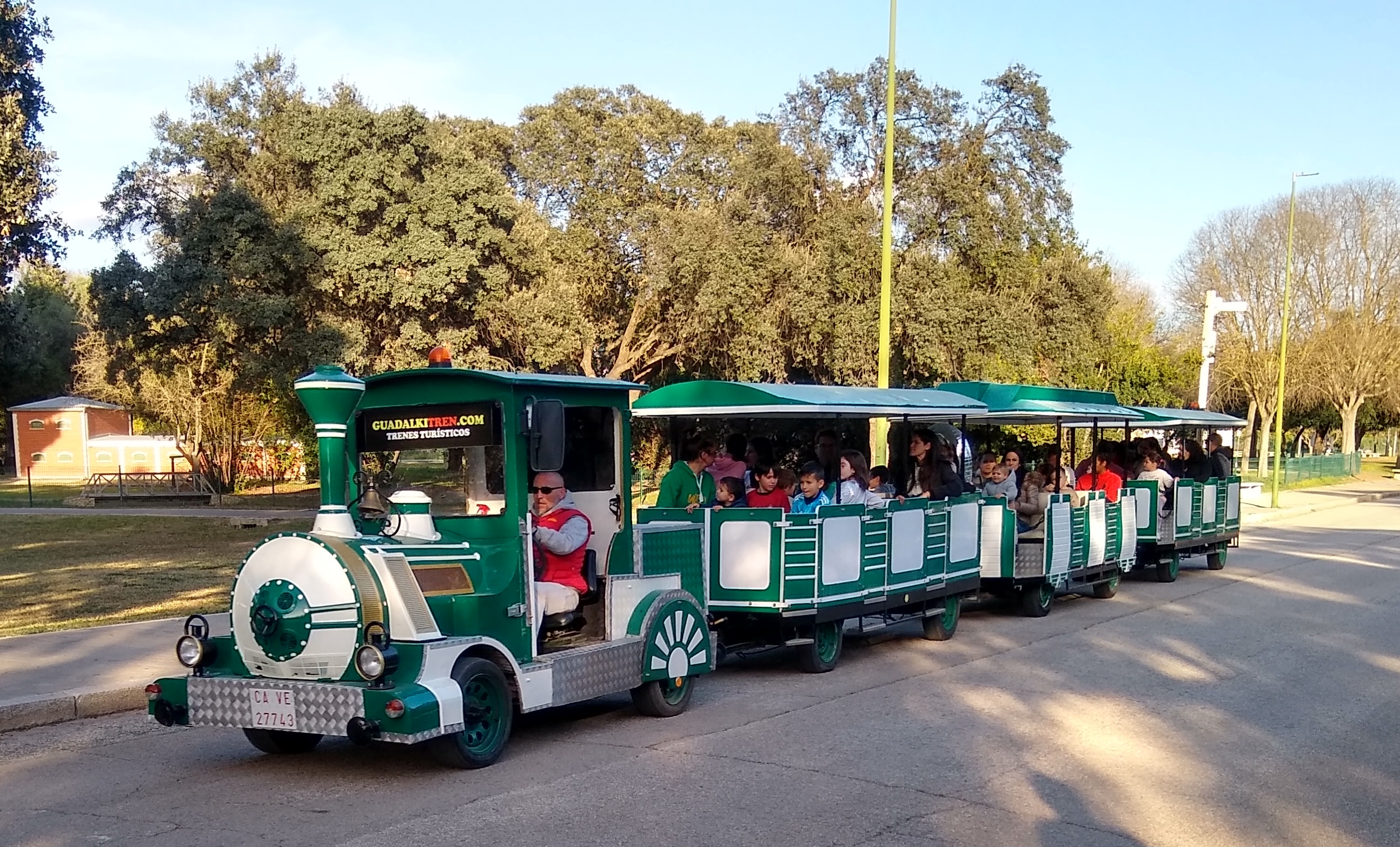
Un tren sin vías
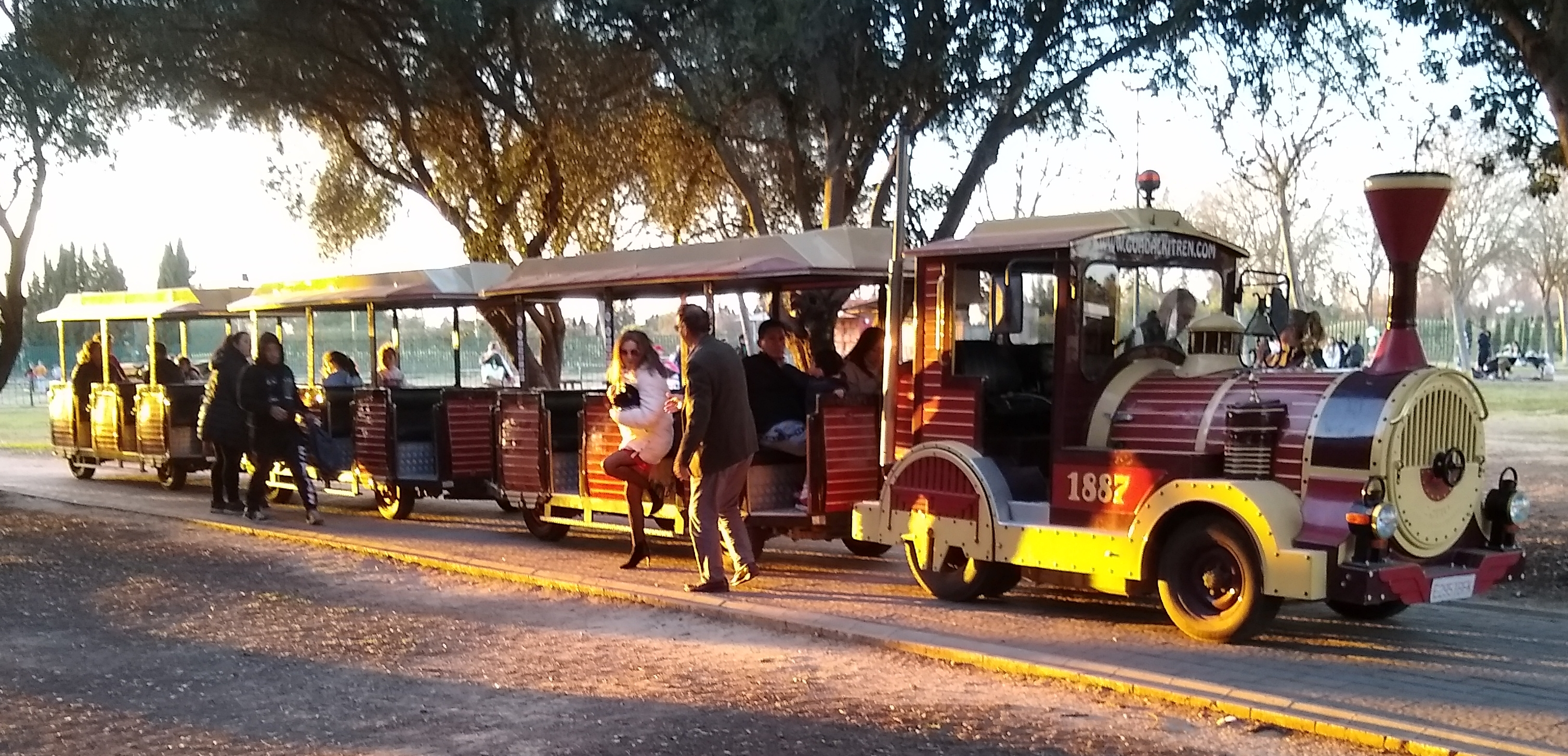
Otro tren sin vías
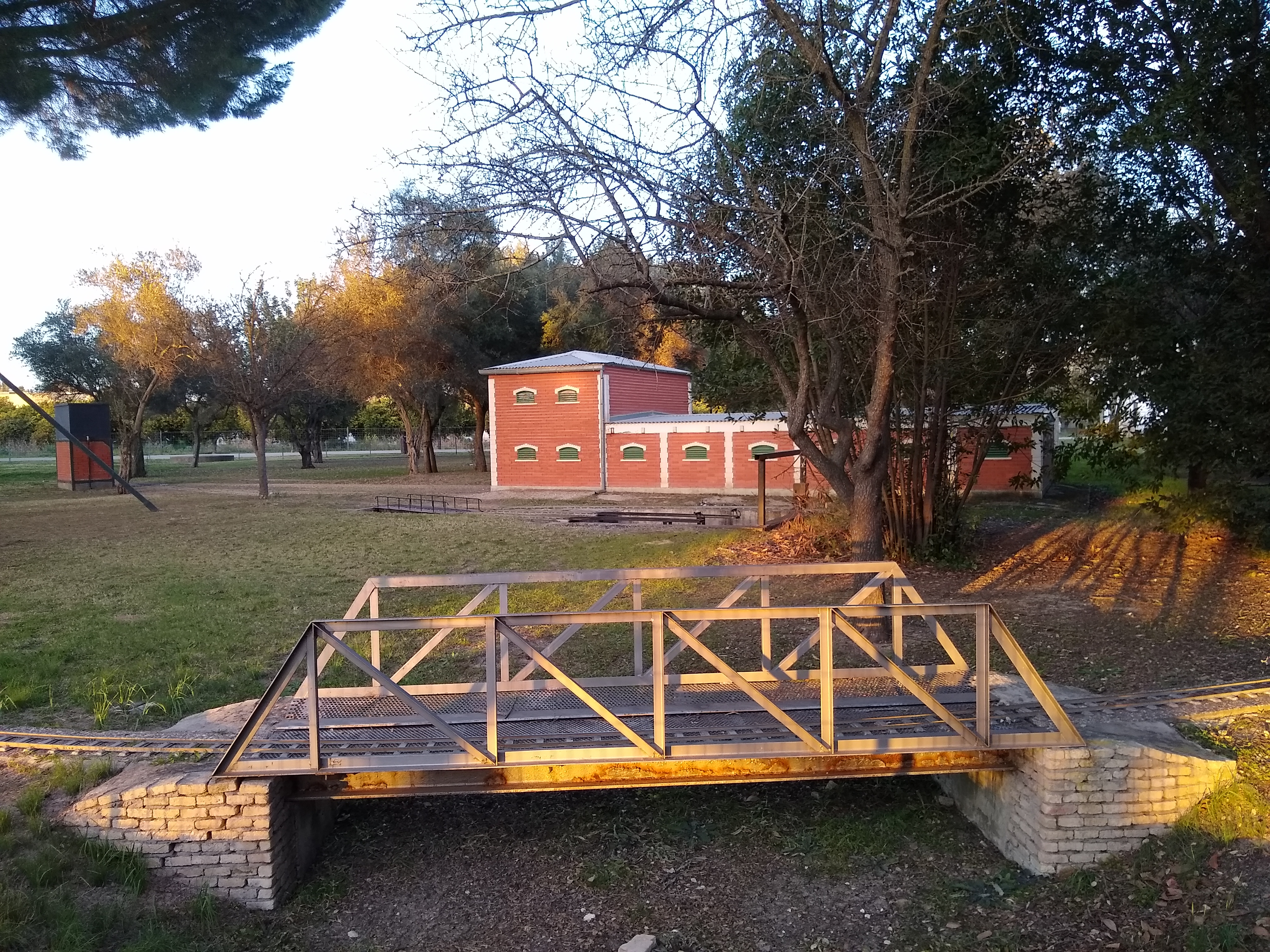
Parte del recorrido del ferrocarril en miniatura
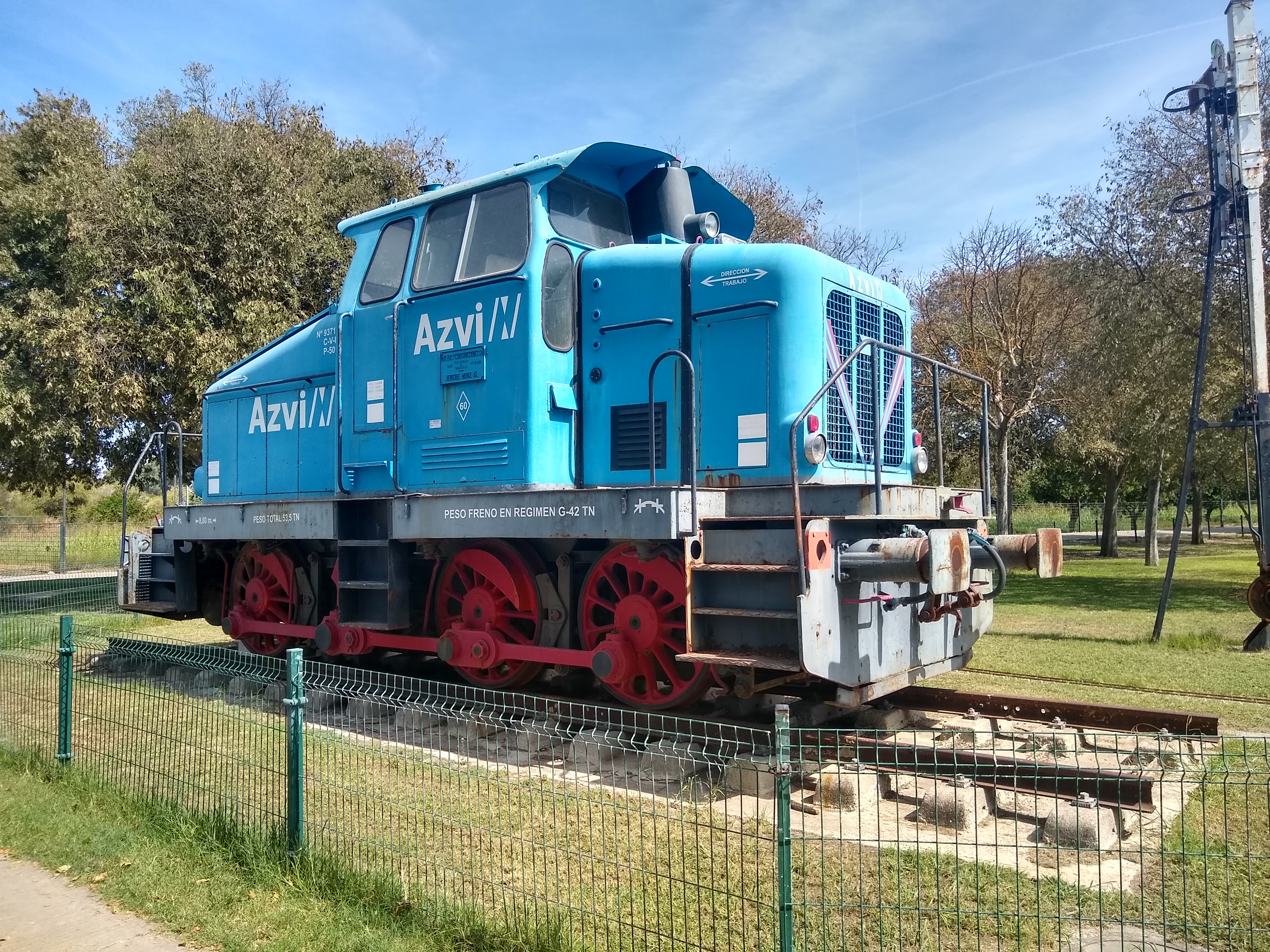
Locomotora de la década de 1960